# Vi mot er
Vi mot er är en uppföljare till romanen Björnstad av Fredrik Backman och gavs ut i augusti 2017. Boken tar vid precis efter händelserna i Björnstad. Uppföljaren och sista delen Vinnarna släpptes 2021.